# Lista över insjöar i Västerås kommun
Detta är en lista över sjöar i Västerås kommun ofta baserad på sjöns utloppskoordinat. Om någon sjö saknas, kontrollera grannkommunens lista eller kategorin Insjöar i Västerås kommun.

## Lista
| Namn            | Koordinat                                     | Sjöid         | VYID          | Yta (km²) | Strandlinje (km) | Höjd (m) | Maxdjup (m) | Volym (m³) | HARO  | Natura 2000 |
| --------------- | --------------------------------------------- | ------------- | ------------- | --------- | ---------------- | -------- | ----------- | ---------- | ----- | ----------- |
| Boasjön         | 59°29′51″N 16°28′13″Ö / 59.49743°N 16.47018°Ö | 659764-153767 |               |           |                  |          |             |            | 61000 | Askö-Tidö   |
| Bångbosjön      | 59°47′27″N 16°18′07″Ö / 59.79081°N 16.30201°Ö | 663069-152776 | 663024-152790 | 0,178     | 2,11             | 65       |             |            | 61000 |             |
| Frövisjön       | 59°42′22″N 16°29′11″Ö / 59.70612°N 16.48636°Ö |               |               |           |                  |          |             |            | 61000 |             |
| Harsjön         | 59°41′29″N 16°17′59″Ö / 59.69127°N 16.29982°Ö | 661903-152816 | 661915-152786 | 0,0653    | 1,08             | 76       |             |            | 61000 |             |
| Hällsjön        | 59°48′29″N 16°21′23″Ö / 59.808°N 16.35643°Ö   | 663090-153202 | 663218-153094 | 1,72      | 9,1              | 57       |             |            | 61000 |             |
| Mungasjön       | 59°44′32″N 16°30′23″Ö / 59.74212°N 16.50633°Ö | 662417-153970 | 662492-153943 | 0,577     | 3,78             | 44       |             |            | 61000 |             |
| Rudsjön         | 59°48′54″N 16°23′43″Ö / 59.81511°N 16.3954°Ö  | 663303-153294 | 663299-153312 | 0,108     | 1,49             | 68       |             |            | 61000 |             |
| Stora Katthavet | 59°29′09″N 16°17′42″Ö / 59.48573°N 16.29488°Ö | 659625-152775 |               |           |                  |          |             |            | 61000 |             |
| Toftsjön        | 59°42′39″N 16°17′53″Ö / 59.71075°N 16.29816°Ö | 662173-152764 | 662132-152775 | 0,265     | 2,45             | 64       | 3,2         | 337 000    | 61000 |             |
| Ångsjön         | 59°33′44″N 16°43′59″Ö / 59.56235°N 16.73308°Ö | 660472-155260 | 660505-155246 | 0,215     | 1,92             | 11,9     |             |            | 61000 |             |
| Övre dammen     | 59°47′21″N 16°22′42″Ö / 59.78924°N 16.37838°Ö | 662953-153242 | 663010-153219 | 0,129     | 2,55             | 56       |             |            | 61000 |             |
|                 | 59°33′12″N 16°40′58″Ö / 59.55327°N 16.68278°Ö | 660400-154963 |               |           |                  |          |             |            | 61000 |             |